# What’s Wrong with Secretary Kim
What’s Wrong with Secretary Kim? (김비서가 왜 그럴까 Kimbiseoga Wae Geureolkka‚ Was stimmt nicht mit Sekretärin Kim?‘) ist eine südkoreanische Fernsehserie mit Park Seo-joon und Park Min-young. Sie besteht aus 16 Episoden und wurde vom 6. Juni bis zum 26. Juli 2018 auf tvN ausgestrahlt.

## Handlung
Die Serie dreht sich um den ehrgeizigen Vizepräsidenten eines großen Unternehmens, Lee Young-joon, und seine hochqualifizierte Sekretärin, Kim Mi-so. Missverständnisse entstehen, als sie verkündet, dass sie ihre Position niederlegen wird, nachdem sie neun Jahre für Lee Young-joon gearbeitet hat.

## Besetzung

### Hauptbesetzung
- Park Seo-joon als Lee Young-joon / Lee Sung-hyun
  - Moon Woo-jin als 9-jähriger Lee Young-joon
- Park Min-young als Kim Mi-so
  - Kim Ji-yoo als 5-jährige Kim Mi-so

### Nebenbesetzung
- Lee Tae-hwan als Lee Sung-yeon / Morpheus
  - Bae Gang-yoo als junger Lee Sung-yeon
- Kim Byeong-ok als Vorsitzender Lee
  - Go Se-won als junger Vorsitzender Lee
- Kim Hye-ok als Madame Choi
  - Lee Soo-kyung als junge Madame Choi
- Baek Eun-hye als Kim Pil-nam
- Heo Sun-mi als Kim Mal-hee
- Jo Deok-hyun als Kim Young-man
- Kang Ki-young als Park Yoo-sik
- Hwang Chan-sung als Go Gwi-nam
- Pyo Ye-jin als Kim Ji-a
- Kim Ye-won als Sul Ma-eum
- Hwang Bo-ra als Bong Se-ra
- Lee Yoo-joon als Jung Chi-i
- Lee Jung-min als Lee Young-ok
- Kim Jung-woon als Park Joon-hwan
- Kang Hong-suk als Yang Cheol
- Bae Hyun-sung als Praktikant

## Einschaltquoten
| Episode # | Ausstrahlungsdatum | Quoten      | Quoten                 | Quoten     | Quoten     |
| Episode # | Ausstrahlungsdatum | TNMS-Quoten | TNMS-Quoten            | AGB-Quoten | AGB-Quoten |
| Episode # | Ausstrahlungsdatum | Südkorea    | Seoul (Metropolregion) | Südkorea   |            |
| --------- | ------------------ | ----------- | ---------------------- | ---------- | ---------- |
| 1         | 6. Juni 2018       | 5,757 %     | 6,446 %                | 6,3 %      |            |
| 2         | 7. Juni 2018       | 5,403 %     | 5,529 %                | 5,6 %      |            |
| 3         | 13. Juni 2018      | 6,950 %     | 8,252 %                | 8,3 %      |            |
| 4         | 14. Juni 2018      | 6,379 %     | 6,945 %                | 6,3 %      |            |
| 5         | 20. Juni 2018      | 6,855 %     | 7,500 %                | 7,0 %      |            |
| 6         | 21. Juni 2018      | 7,687 %     | 8,554 %                | 7,7 %      |            |
| 7         | 27. Juni 2018      | 7,281 %     | 8,201 %                | 8,5 %      |            |
| 8         | 28. Juni 2018      | 8,120 %     | 9,326 %                | 8,3 %      |            |
| 9         | 4. Juli 2018       | 7,767 %     | 9,428 %                | 8,8 %      |            |
| 10        | 5. Juli 2018       | 8,403 %     | 9,545 %                | 9,2 %      |            |
| 11        | 11. Juli 2018      | 8,665 %     | 10,565 %               | 10,6 %     |            |
| 12        | 12. Juli 2018      | 8,393 %     | 10,052 %               | 9,7 %      |            |
| 13        | 18. Juli 2018      | 7,673 %     | 8,717 %                | 8,7 %      |            |
| 14        | 19. Juli 2018      | 8,100 %     | 9,506 %                | 9,2 %      |            |
| 15        | 25. Juli 2018      | 7,107 %     | 7,725 %                | 8,0 %      |            |
| 16        | 26. Juli 2018      | 8,602 %     | 10,001 %               | 9,8 %      |            |